# 何夕
何夕（1971年12月—），原名何宏偉，男，中國大陸科幻小說作家。出生在四川成都附近的郫都区唐昌镇。代表作為《六道眾生》、《傷心者》等。現為四川省作家協會會員。

## 曾用名
何夕原名“何宏偉”，自1999年復出后改署“何夕”，取“今夕何夕”之意，按照他的說明，也是爲了“顺带抒发自己面对时间这个永恒命题时的迷惑”。

## 創作風格
其科幻創作以軟科幻為主，作品涉及宇宙探险、时间旅行、平行时空等多种主题，大多專注于宏觀科學及人性的探討。

## 获奖
《伤心者》获得2003年银河奖特等奖。

## 作品
- 1991年：一夜疯狂
- 1992年：光恋
- 1993年：缺陷
- 1993年：电脑魔王
- 1994年：小雨
- 1994年：漏洞里的枪声
- 1994年：平行
- 1995年：本原
- 1996年：盘古
- 1998年：今夜有流星雨
- 1999年：异域
- 1999年：田园
- 1999年：祸害万年在
- 2000年：爱别离
- 2001年：故乡的云
- 2002年：六道众生
- 2003年：伤心者
- 2004年：审判日
- 2005年：天生我材
- 2006年：我是谁
- 2007年：假设
- 2015年：天年

### 作品集
- 短篇小說集 《達爾文陷阱》2011
- 短篇小說集 《人生不相見》2011